# Belagerung von Antwerpen (1584–1585)
Westeuropa

Oosterweel – Dahlen – Heiligerlee – Jemgum – Jodoigne – Le Quesnoy – Brielle – Mons – Goes – 1. Mechelen – Naarden – Middelburg – Haarlem – Alkmaar – Geertruidenberg – Leiden – Delft – Valkenburg – Mooker Heide – Schoonhoven – Zierikzee – 1. Antwerpen – Gembloux – Rijmenam – 1. Deventer – Borgerhout – 1. Maastricht – 2. Mechelen – 1. Steenwijk – Kollum – 1. Breda – Noordhorn – Niezijl – Lochem – Lier – Eindhoven – Steenbergen – Ghent – Aalst – 2. Antwerpen – IJsseloord – Empel – Boksum – 1. Grave – 1. Venlo – Axel – Neuss – 1. Rheinberg – Zutphen – 1. Sluis – 1. Bergen-op-Zoom – 2. Geertruidenberg – 2. Breda – 2. Zutphen – 2. Deventer – Delfzijl – Knodsenburg – 1. Hulst – Nijmegen – Rouen – Caudebec – 2. Steenwijk – 1. Coevorden – 3. Geertruidenberg – 2. Coevorden – Groningen – Huy – 1. Groenlo – Lippe – Calais – 2. Hulst – Turnhout – 2. Rheinberg – 1. Moers – 2. Groenlo – Bredevoort – Enschede – Ootmarsum – 1. Oldenzaal – 1. Lingen – 1. Schenckenschans – Zaltbommel – Rees – San Andreas – Nieuwpoort – 3. Rheinberg – Ostende – 1. 's-Hertogenbosch – 2. Grave – Hoogstraten – 3. Sluis
Zwölfjähriger Friede

2. Lingen – 3. Groenlo – Aachen – Jülich – 2. Bergen op Zoom – Fleurus – 3. Breda – 2. Oldenzaal – 4. Groenlo – 2. 's-Hertogenbosch – Slaak – 2. Maastricht – Leuven – 2. Schenkenschans – 4. Breda – 2. Venlo – Kallo – 3. Hulst
Europäische Gewässer

Vlissingen – Borsele – Haarlemmermeer – Zuiderzee – Schelde – Lillo – Ponta Delgada – Bayona Islands – Golf von Almería – 1. Cadiz – Azoren – Straße von Dover – 2. Sluis – 1. Kap St. Vincent – 1. Gibraltar – 2. Gibraltar – 2. Cadiz – Lizard Point – Dünkirchen – Calais – Downs – 2. Kap St. Vincent – 2. St. Martin
Amerika

Bahia – Matanzas – St. Martin – San Juan – Abrolhos – Pernambuco – Südchile
Ostindien

Playa Honda – 1. San Salvador – 2. San Salvador – La Naval de Manila – Puerto de Cavite

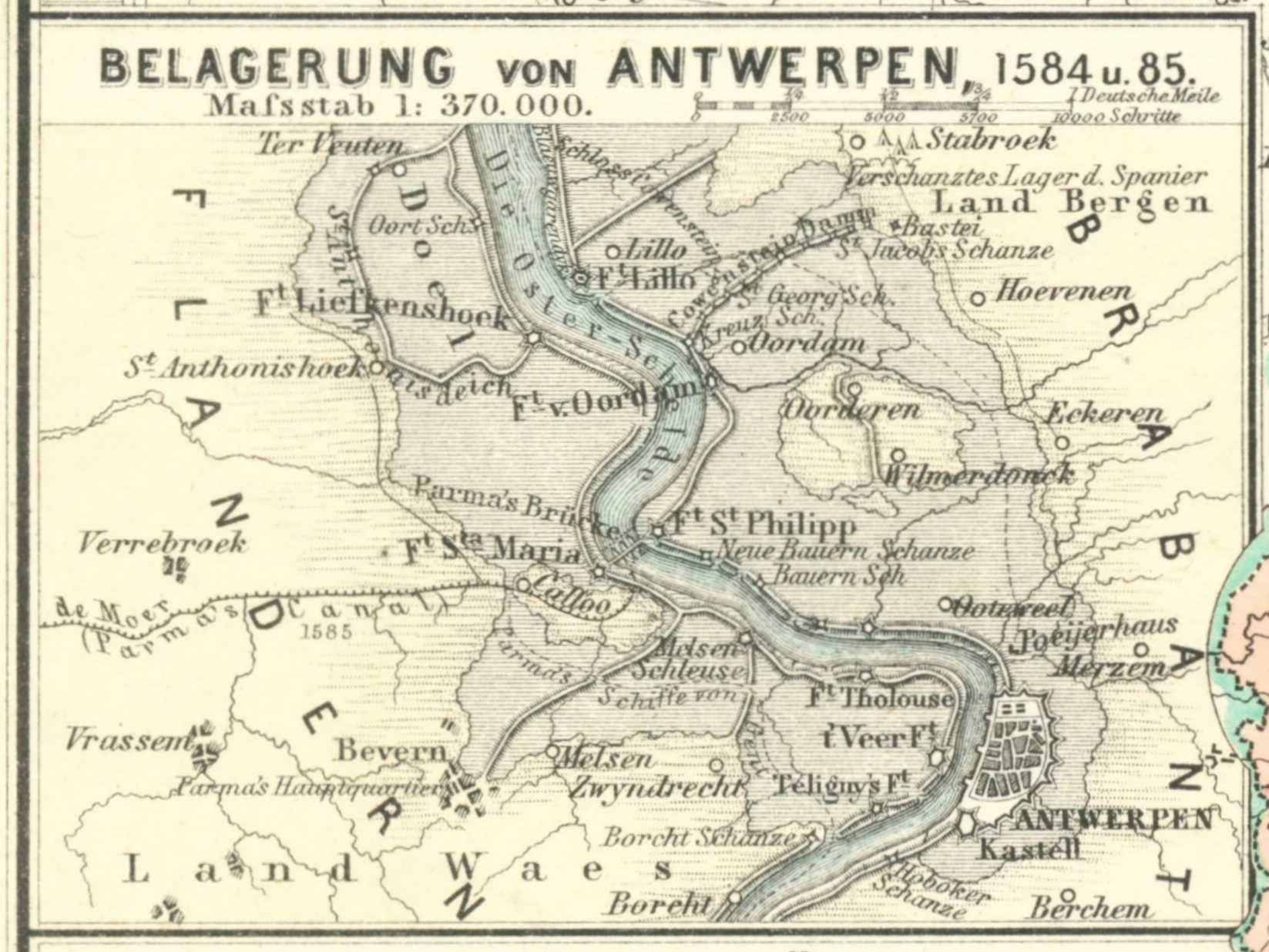
Plan der Belagerung (Karte von 1875)

Die Belagerung von Antwerpen durch Truppen des spanischen Königs Philipp II. erfolgte in der Zeit von Juli 1584 bis August 1585 im Rahmen des Achtzigjährigen Krieges, in dem sich die ursprünglich Siebzehn Provinzen der Spanischen Niederlande – darunter auch Antwerpen – gegen die Herrschaft des spanischen Königs erhoben hatten.

## Vorgeschichte
Nach der Reformation war es unter dem katholischen König Philipp II. zu heftigen religiösen Spannungen und zu Zentralisierungsversuchen gekommen, die ab 1568 zu einer Reihe von Aufständen und Schlachten gegen die Spanier führten. Im September 1575 musste König Philipp II. für Spanien den Staatsbankrott erklären. Die in der Grafschaft Flandern eingesetzten spanischen Truppen blieben längere Zeit ohne Sold, meuterten nach dem Tode des spanischen Statthalters Luis de Zúñiga y Requesens im März 1576 und zogen plündernd durch die Niederlande. Am 4. November 1576 fielen sie als Spanische Furie über Antwerpen her, die damals reichste Stadt der spanischen Niederlande mit ungefähr 100.000 Einwohnern, und richteten ein dreitägiges Massaker an. Schon am 8. November 1576 verlangten deshalb fast alle niederländischen Provinzen in der Genter Pazifikation den Abzug aller Spanier aus den Niederlanden.
Konfessionelle Gegensätze führten jedoch am 6. Januar 1579 zur Bildung der Union von Arras (niederländisch: Unie van Atrecht) der katholischen französischsprachigen südlichen Provinzen, worauf die nördlichen protestantischen Provinzen am 23. Januar 1579 mit der Unterzeichnung der Utrechter Union (niederländisch: Unie van Utrecht) reagierten. Eine Reihe anderer Provinzen und Städte, u. a. Antwerpen, schlossen sich später der Utrechter Union an, die sich 1581 mit dem Plakkaat van Verlatinghe für unabhängig erklärte und die Republik der Sieben Vereinigten Provinzen (auch: Republik der Vereinigten Niederlande oder Generalstaaten) gründete. Damit war die Trennung in Generalstaaten und Spanische Niederlande besiegelt.
Beim Kampf Philipps II. gegen die Unabhängigkeit der Generalstaaten wurden Teile der südlichen Provinzen, teils nach schwierigen Belagerungen von den Spaniern unter dem neuen Statthalter Alexander Farnese, dem Sohn Margarethes von Parma und späteren Herzog von Parma, unterworfen.

## Die Belagerung

### Belagerungsringe
Die spanischen Truppen waren unter Alexander Farnese laufend verstärkt worden und zählten im Jahre 1584 schließlich 61.000 Mann. Alexander Farnese hatte dabei darauf geachtet, dass die Nachschublinien der Spanier durch in regelmäßigen Abständen errichtete Festungen geschützt waren und die Truppen zuverlässig versorgt wurden. Zu Beginn der Belagerung Antwerpens waren die spanischen Truppen daher gut ausgerüstet. Zunächst wurden Belagerungsringe um Antwerpen gebaut und Forts entlang der Schelde errichtet, ohne große Angriffe gegen die befestigte Stadt zu versuchen. Es war jedoch nicht möglich, die halbkreisförmig an der breiten Schelde liegende Stadt völlig einzuschließen. Auf dem Fluss konnten die Antwerpener die Belagerung insbesondere nachts und bei günstiger Gezeitenströmung immer wieder umfahren.

### Schiffbrücke über die Schelde

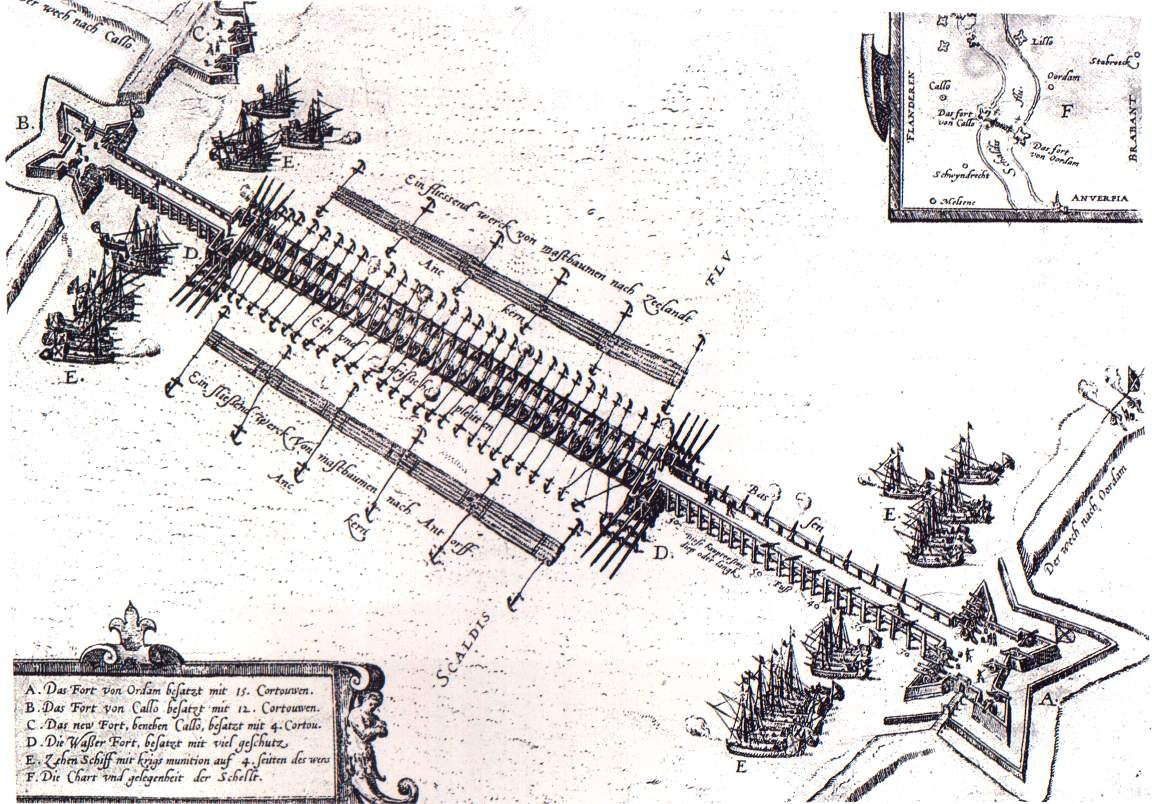
Schiffbrücke über die Schelde

Alexander Farnese beschloss daher, die Schelde unterhalb von Antwerpen durch eine Schiffbrücke völlig zu sperren, um damit die Verbindung der Stadt zu ihren Verbündeten abzuschneiden. Die Brücke wurde zwischen Callo, dem heutigen Kallo, Ortsteil von Beveren und Oordam (heute in der ausgedehnten Fläche des Hafens von Antwerpen verschwunden) etwa 8 km unterhalb der Altstadt von Antwerpen errichtet. Die Schelde soll damals dort etwa 720 m breit und 18 m tief gewesen sein, wozu noch ein Tidenhub von 3,6 m kam. Vom Fort von Callo aus wurde zunächst eine hölzerne Jochbrücke so weit wie möglich (60 m) in den Fluss hinein gebaut, deren Ende eine rechteckige Plattform bildete. Beide wurden durch zusätzliche Pfähle und Querstreben mehrfach verstärkt. Die Jochbrücke war 3,60 m breit, also ausreichend für 8 eng nebeneinander marschierende Soldaten, die Plattform war etwa 12 m × 15 m groß. Brücke und Plattform waren mit 1,50 m hohen Seitenwänden aus starken Planken als Brustwehr und einem 60 cm breiten Sturmdach gegen feindliches Musketenfeuer ausgestattet. Am anderen Ufer wurde vom Fort von Oordam aus eine vergleichbare, aber erheblich längere Brücke mit Plattform gebaut. Auf den Plattformen wurden Geschütze zur Verteidigung der Brücke positioniert. Der verbleibende Zwischenraum von rund 380 m wurde mit einer Schwimmbrücke aus Schiffen verschlossen, die allerdings erst mühsam herbeigeschafft werden mussten. Die Brücke bestand schließlich aus 31 bzw. 32 Schiffen, die jeweils knapp 20 m lang und 3,60 m breit waren und im Abstand von 6,60 m voneinander mit Ankern vorn und hinten und mit Tauen und Ketten untereinander befestigt waren. Oberhalb und unterhalb der Brücke wurden zusätzlich schwimmende Barrieren aus Mastbäumen und Balken verankert, die zum Strom hin mit eisenbeschlagenen Spitzen bewehrt waren. Die Schiffe waren mit bewaffneten Soldaten und Kanonen besetzt; zusammen mit den Geschützen auf den Brückenplattformen waren insgesamt 97 Geschütze unterschiedlichen Kalibers auf der Brücke im Einsatz. Außerdem lagen noch 40 bewaffnete Schiffe bereit, um Angriffe der Niederländer abzuweisen.

### Gegenmaßnahmen der Antwerpener

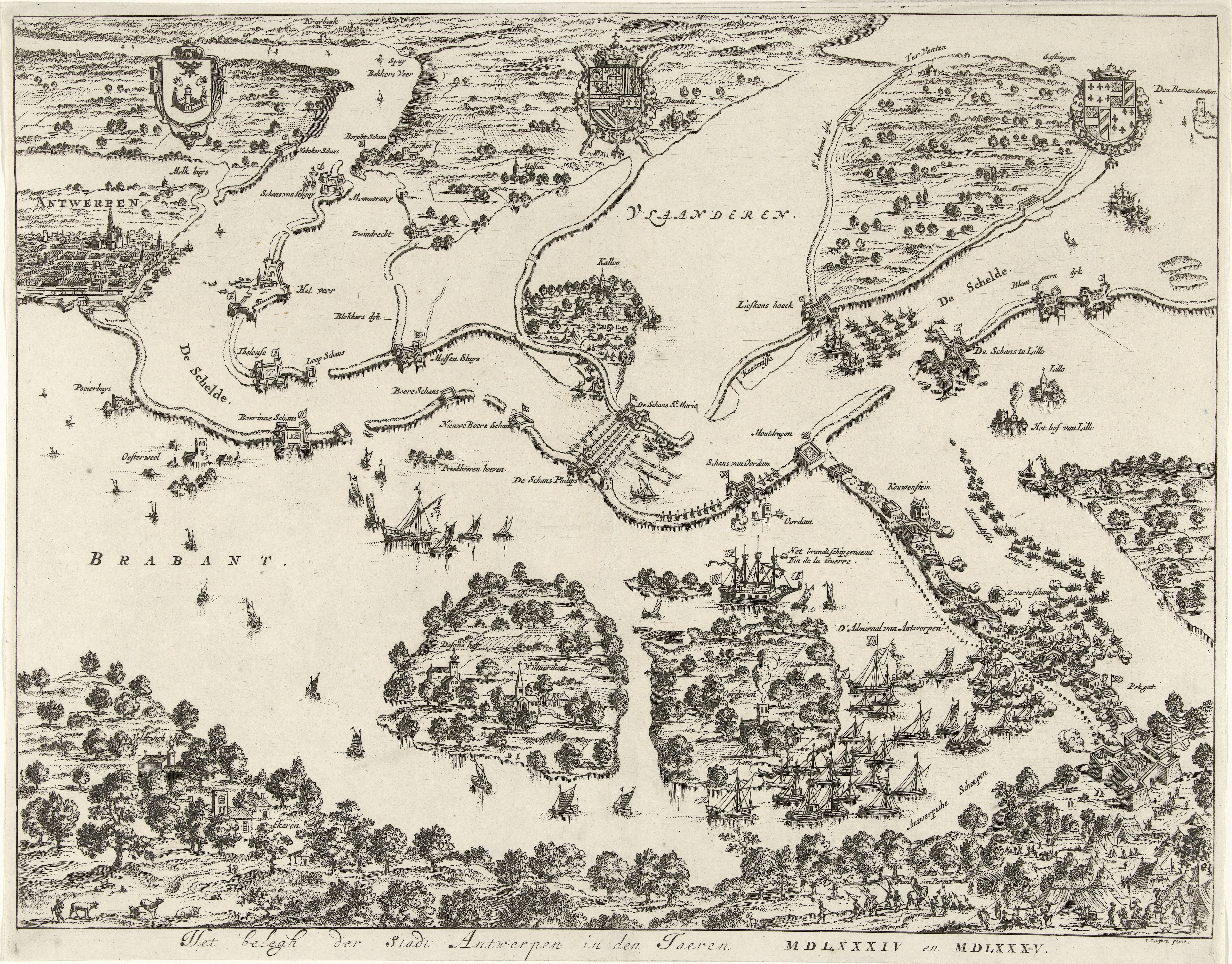
Die Schiffbrücke im überfluteten Land

Als Gegenmaßnahme gegen die Einkreisung durch die Spanier fluteten die Niederländer das tief liegende Flachland zu beiden Seiten der Schelde. Dadurch sollten die spanischen Forts überflutet oder wenigstens isoliert werden; die Niederländer hofften, mit der Möglichkeit, auf den überfluteten Feldern mit flachen Schiffen zu fahren, die Kontrolle über die Schelde wiederzuerlangen. Die gut ausgebildeten Soldaten in den spanischen Stellungen konnten ihre Positionen in teilweise heftigen Kämpfen jedoch meist halten. Die Niederländer versuchten, die Brücke mit Brandern zu schädigen, aber den Spaniern gelang es meist, die brennenden Schiffe abzudrängen, auch wenn es bei der Explosion der Schiffe zu erheblichen Verlusten kam. Ein von Federigo Giambelli mit Höllenmaschinen versehenes Schiff erreichte die Brücke in der Nacht vom 4. zum 5. April. Die Explosion beschädigte die Brücke zwar erheblich und soll 1.000 spanische Soldaten getötet haben, konnte die Sperre aber nicht brechen.
Auch die Finis Belli, ein besonders ausgerüstetes Kriegsschiff, das mit seinen zahlreichen Kanonen und rund tausend Mann Besatzung den Durchbruch erzwingen sollte, lief bereits beim ersten Einsatz auf Grund und fiel aus. Die unter Hungersnot leidenden und nach dem Fall von Brüssel demoralisierten Antwerpener betrachteten ihre Sache schließlich als verloren. Man schätzt, dass auf ihrer Seite 8.000 Personen durch Kampfhandlungen oder durch Hunger umkamen.

### Kapitulation

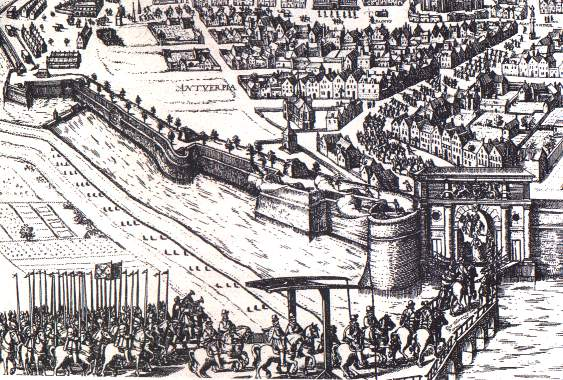
Einzug der spanischen Truppen in Antwerpen 1585

Am 17. August 1585 kapitulierte Antwerpen. Alexander Farnese stationierte erfahrene kastilische Truppen in Antwerpen, um zu verhindern, dass die Stadt noch einmal in die Hand der Gegner fiel. Er hatte den Soldaten Plünderungen strikt verboten, die sich zum großen Erstaunen der Einwohner nach den Erfahrungen mit der Spanischen Furie auch diszipliniert verhielten. Alexander Farnese stellte auch nur zurückhaltende Forderungen, den Protestanten wurden zwei Jahre gegeben, bevor sie die Stadt verlassen mussten. Einige Bewohner kehrten zum katholischen Glauben zurück, viele verließen jedoch die Stadt Richtung Norden. Von der ursprünglichen Bevölkerung von etwa 100.000 Bewohnern blieben nur 40.000. Viele der gut ausgebildeten und erfahrenen Abwanderer trugen zum Aufblühen der nördlichen Provinzen und zu deren Goldenem Zeitalter bei.
Die niederländische Flotte hielt ihre gegen die Spanier gerichtete Sperrung der Schelde aufrecht und schnitt Antwerpen damit vom internationalen Seehandel ab. Dies und die mit der Abwanderung verbundene Einschränkung der Antwerpener Wirtschaft beendeten die Glanzzeit der Stadt. Die Seeblockade wurde im Westfälischen Frieden aufrechterhalten und erst 1795 bzw. 1815, der „Scheldezoll“ 1863 aufgehoben.

## Rezeption in der Kunst
A. von Tromlitz hat das Thema gleich zweimal literarisch bearbeitet – in seiner „historisch-romantischen“ Erzählung Die Belagerung von Antwerpen (1826) und in Die Belagerung von Antwerpen. Trauerspiel in fünf Abtheilungen (postum 1841).